# Pomacentrus alleni
Pomacentrus alleni är en fiskart som beskrevs av Burgess, 1981. Pomacentrus alleni ingår i släktet Pomacentrus och familjen Pomacentridae. Inga underarter finns listade i Catalogue of Life.